# 성공시대 (MBC)
《성공시대》(成功時代)는 MBC에서 1997년 11월 23일부터 2001년 11월 4일까지 방송되었던 다큐멘터리 프로그램이다.

## 에피소드 목록

### 1997년
| 회차 | 방송일    | 출연자           | 소속 또는 직업                |
| ---- | --------- | ---------------- | ----------------------------- |
| 1    | 11월 23일 | 정주영 명예 회장 | 현대그룹                      |
| 2    | 11월 30일 | 구자경 명예 회장 | LG그룹                        |
| 3    | 12월 7일  | 임권택           | 영화감독                      |
| 4    | 12월 21일 | 조훈현           | 한국기원 바둑 프로 기사(九단) |
| 5    | 12월 28일 | 김재규 총장      | 영동대학교                    |

### 1998년
| 회차 | 방송일    | 출연자                  | 소속 또는 직업           | 연출   |
| ---- | --------- | ----------------------- | ------------------------ | ------ |
| 6    | 1월 4일   | 김운용 국제 올림픽 위원 | 대한체육회               | 전배균 |
| 7    | 1월 11일  | 이명현 장관             | 교육부                   | 정성후 |
| 8    | 1월 18일  | 박상희 회장             | 중소기업중앙회, 미주그룹 | 오상광 |
| 9    | 1월 25일  | 나승렬 회장             | 거평그룹                 | 유창영 |
| 10   | 2월 1일   | 장덕 회장               | 삼애실업                 | 전배균 |
| 11   | 2월 8일   | 조현정 사장             | 비트컴퓨터               | 정성후 |
| 12   | 2월 15일  | 장영신 회장             | 애경그룹                 | 오상광 |
| 13   | 2월 22일  | 박동진                  | 판소리 인간문화재        | 유창영 |
| 14   | 3월 8일   | 이호왕                  | 미생물학자               | 정성후 |
| 15   | 3월 15일  | 정문술 사장             | 미래산업                 | 오성광 |
| 16   | 3월 22일  | 고건                    | 국무총리                 | 유창영 |
| 17   | 3월 29일  | 오명 사장 및 장관       | 동아일보, 체신부         | 전배균 |
| 18   | 4월 5일   | 김광석 사장             | 참존화장품               | 정성후 |
| 19   | 4월 12일  | 김덕중 총장             | 아주대학교               | 오상광 |
| 20   | 4월 19일  | 박은수                  | 변호사                   | 유창영 |
| 21   | 4월 26일  | 이현세                  | 만화가                   | 전배균 |
| 22   | 5월 3일   | 김향수 회장             | 아남산업                 | 전배균 |
| 23   | 5월 10일  | 이상수 사장             | 중앙원예                 | 김철진 |
| 24   | 5월 17일  | 권근술 사장             | 한겨레                   | 정성후 |
| 25   | 5월 24일  | 원경선 대표             | 풀무원공동체             | 오성광 |
| 26   | 5월 31일  | 이상원                  | 화가                     | 전배균 |
| 27   | 6월 7일   | 이길여 대표             | 의사, 길병원             | 김철진 |
| 28   | 6월 14일  | 김종석 사장             | 잠뱅이 청바지            | 정성후 |
| 29   | 6월 21일  | 이종대 회장             | 제지공업연합회           | 오상광 |
| 30   | 6월 28일  | 김응용 감독             | 해태 타이거즈            | 전배균 |
| 31   | 7월 5일   | 이상진 사장             | 영동조립개발             | 김철진 |
| 32   | 7월 12일  | 임웅균 교수             | 테너, 예술인             | 정성후 |
| 33   | 7월 19일  | 최정화 통역사 및 교수   | 한국외국어대학교         | 오상광 |
| 34   | 7월 26일  | 최수부 사장             | 광동제약                 | 전배균 |
| 35   | 8월 2일   | 유상옥 사장             | 코리아나 화장품          | 김철진 |
| 36   | 8월 9일   | 김송자 위원장           | 서울지방노동위원회       | 정성후 |
| 37   | 8월 16일  | 송명근 전문의           | 흉부외과                 | 오상광 |
| 38   | 8월 23일  | 임용근 의원             | 미국 오리건주 상원 의원  | 전배균 |
| 39   | 8월 30일  | 안철수 전문가           | 안철수연구소             | 김철진 |
| 40   | 9월 6일   | 김두관 군수             | 경상남도 남해군청        | 정성후 |
| 41   | 9월 13일  | 오진권 사장             | ㈜ 놀부                  | 오상광 |
| 42   | 9월 20일  | 김희중                  | 사진 저널리스트          | 전배균 |
| 43   | 9월 27일  | 김성주 대표             | 성주인터내셔널           | 김철진 |
| 44   | 10월 11일 | 박재동                  | 시사 만화가              | 정성후 |
| 45   | 10월 18일 | 주해경 이사             | 삼성SDS                  | 이여춘 |
| 46   | 10월 25일 | 김동호 위원장           | 부산국제영화제           | 오상광 |
| 47   | 11월 1일  | 이윤택                  | 연극 연출가              | 전배균 |
| 48   | 11월 8일  | 김형규 사장             | (주)대성금속             | 김철진 |
| 49   | 11월 15일 | 배상면 회장             | (주)국순당               | 정성후 |
| 50   | 11월 22일 | 천호균 사장             | (주)레더데코             | 이여춘 |
| 51   | 11월 29일 | 김홍국                  | (주)하림                 | 오상광 |
| 52   | 12월 6일  | 김흥수                  | 서양화가                 | 전배균 |
| 53   | 12월 13일 | 신능균 회장             | 애니메이터, 에이콤       | 김철진 |
| 54   | 12월 20일 | 홍완기 사장             | HJC(홍진 크라운)         | 한흥석 |
| 55   | 12월 27일 | 이영희                  | 한복 디자이너            | 이여춘 |

### 1999년
| 회차 | 방송일    | 출연자                  | 소속 또는 직업          | 연출   |
| ---- | --------- | ----------------------- | ----------------------- | ------ |
| 56   | 1월 3일   | 전혜성 소장             | 동암연구소              | 오상광 |
| 57   | 1월 10일  | 김덕수                  | 사물놀이 한올림         | 전배균 |
| 58   | 1월 17일  | 故 정봉수 감독          | 코오롱 마라톤 선수단    | 김철진 |
| 59   | 1월 24일  | 연만희 이사             | 유한재단                | 한흥석 |
| 60   | 1월 31일  | 이근우 사장             | 샤프중공업              | 이여춘 |
| 61   | 2월 7일   | 故 김자경 단장          | 김자경 오페라단         | 오성광 |
| 62   | 2월 14일  | 故 신정희               | 도예가                  | 전배균 |
| 63   | 2월 21일  | 황혜성 연구가           | 궁중 음식 연구가        | 김철진 |
| 64   | 2월 28일  | 이돈영                  | 인권 변호사             | 한흥석 |
| 65   | 3월 7일   | 기흥성 연구가           | 모형                    | 이여춘 |
| 66   | 3월 14일  | 박유재 사장             | 에넥스                  | 오상광 |
| 67   | 3월 21일  | 신응수 전문가           | 고건축 전문가           | 전배균 |
| 68   | 3월 28일  | 김강자 서장             | 최초의 여성 경찰서장    | 김철진 |
| 69   | 4월 4일   | 강우방 관장             | 국립경주박물관          | 한흥석 |
| 70   | 4월 11일  | 이영혜 사장             | ㈜ 디자인하우스         | 이여춘 |
| 71   | 4월 18일  | 김수정 만화가           | 둘리나라                | 오상광 |
| 72   | 4월 25일  | 이익섭 맹인 교수        | 연세대학교              | 이선태 |
| 73   | 5월 2일   | 조정래                  | 소설가                  | 김철진 |
| 74   | 5월 9일   | 원종윤 사장             | 인성정보                | 한흥석 |
| 75   | 5월 16일  | 강제규                  | 영화 감독               | 이여춘 |
| 76   | 5월 23일  | 오문환 교수             | 경주대학교 호텔경영학과 | 오상광 |
| 77   | 5월 30일  | 박준                    | 헤어디자이너            | 이선태 |
| 78   | 6월 6일   | 이종수                  | 간 박사                 | 김철진 |
| 79   | 6월 13일  | 김기문 사장             | 로만손시계              | 한흥석 |
| 80   | 6월 20일  | 故 오수영 신부          | 평화의 마을             | 이여춘 |
| 81   | 6월 27일  | 정문식 사장             | 이례전자                | 오상광 |
| 82   | 7월 4일   | 故 이헹웅 회장          | 미국 태권도 협회        | 이선태 |
| 83   | 7월 11일  | 훙쌍리 대표             | 청매실농원              | 김철진 |
| 84   | 8월 8일   | 박경숙 사장             | 라프트레프트            | 한흥석 |
| 85   | 8월 22일  | 김순권                  | 옥수수 박사             | 이여춘 |
| 86   | 8월 29일  | 안숙선                  | 여류 명창               | 오상광 |
| 87   | 9월 5일   | 김무용 대표             | 노들농장                | 이선태 |
| 88   | 9월 12일  | 故 이창호 · 최호숙 대표 | 외도 보타니아           | 김철진 |
| 89   | 9월 19일  | 윤호진 연출가           | 뮤지컬 명성황후         | 한흥석 |
| 90   | 10월 3일  | 후덕죽 조리이사         | 신라호텔                | 이여춘 |
| 91   | 10월 10일 | 김대기 부장             | SK 케미컬               | 오상광 |
| 92   | 10월 17일 | 이원숙                  | 정 트리오 어머니        | 이선태 |
| 93   | 10월 24일 | 이승엽                  | 삼성 라이온즈           | 김철진 |
| 94   | 10월 31일 | 최선규 사장             | 손오공                  | 이여춘 |
| 95   | 11월 7일  | 백혜선                  | 피아니스트              | 정성후 |
| 96   | 11월 14일 | 권동철 대표             | ㈜ 성호실업             | 이용석 |
| 97   | 11월 21일 | 민영빈 회장             | 시사영어사              | 이선태 |
| 98   | 11월 28일 | 김혜덕 원장             | 케익하우스              | 김철진 |
| 99   | 12월 12일 | 김욱 대표               | ㈜ 아가방               | 이여춘 |
| 100  | 12월 19일 | 성공시대 100회 특집     | 성공시대 100회 특집     | 정성후 |
| 101  | 12월 26일 | 김임순 원장             | 예광원                  | 이용석 |

### 2000년
| 회차 | 방송일    | 출연자                 | 소속 또는 직업          | 연출   | 작가   |
| ---- | --------- | ---------------------- | ----------------------- | ------ | ------ |
| 102  | 1월 9일   | 권호균 대표            | 호주 APSC               | 김철진 | 문소영 |
| 103  | 1월 16일  | 김영세 대표            | 이노디자인              | 이여춘 | 이정수 |
| 104  | 1월 23일  | 허명회 대표            | 경기고속                | 이선태 | 정재흥 |
| 105  | 1월 30일  | 최태지 단장            | 국립발레단              | 정성후 | 최수희 |
| 106  | 2월 13일  | 김봉남(앙드레 김) 대표 | 앙드레김 아뜰리에       | 이용석 | 박선영 |
| 107  | 2월 20일  | 최영기 · 김순자 대표   | 한성식품                | 김철진 | 문소영 |
| 108  | 2월 27일  | 김규환 대표 및 감독    | 유레카                  | 이여춘 | 이정수 |
| 109  | 3월 5일   | 김용호 대표            | 선일금고                | 이선태 | 정재흥 |
| 110  | 3월 12일  | 서진규                 | 미국 육군장교           | 정성후 | 최수희 |
| 111  | 3월 19일  | 故 박무익 소장         | 한국 갤럽연구소         | 김철진 | 문소영 |
| 112  | 3월 26일  | 조용준 회장            | 한국화이바              | 이용석 | 박선영 |
| 113  | 4월 2일   | 김성윤 원장            | 한양대학교 류마티스병원 | 배연규 | 이정수 |
| 114  | 4월 9일   | 조운호 대표            | 웅진식품                | 이선태 | 정재흥 |
| 115  | 4월 16일  | 니나안 디자이너        | 테마파크                | 김철진 | 문소영 |
| 116  | 4월 23일  | 김명곤 극장장          | 국립극장                | 이용석 | 박선영 |
| 117  | 4월 30일  | 조수미                 | 소프라노                | 이모현 | 이정수 |
| 118  | 5월 7일   | 구봉서                 | 코미디언                | 배인규 | 고희갑 |
| 119  | 5월 14일  | 김성현 대표            | ㈜ 넥스텔               | 이선태 | 정재흥 |
| 120  | 5월 21일  | 가정의 달 특집         | 가정의 달 특집          | 이선태 | 정재흥 |
| 121  | 5월 28일  | 손우영 대표            | ㈜ 네오포인트           | 이용석 | 박선영 |
| 123  | 6월 4일   | 공옥진                 | 한국 무용가             | 이모현 | 이정수 |
| 124  | 6월 11일  | 박종규 회장            | ㈜ KSS 해운             | 배연규 | 고희갑 |
| 125  | 6월 25일  | 김종길 대표            | ㈜ 두루넷               | 김학영 | 문소영 |
| 126  | 7월 2일   | 정종환 사장            | 한국철도청              | 김학영 | 문소영 |
| 127  | 7월 9일   | 이재연 대표            | 모델라인                | 이모현 | 한선정 |
| 128  | 7월 16일  | 김길호 대표            | ㈜ 거산                 | 이용석 | 박선영 |
| 129  | 7월 23일  | 방식                   | 꽃 예술가               | 배연규 | 고희갑 |
| 130  | 7월 30일  | 전순표 대표            | ㈜ 세스코               | 이선태 | 정재흥 |
| 131  | 8월 6일   | 박노진 영업이사        | GM 대우                 | 이모현 | 이정수 |
| 132  | 8월 20일  | 박찬수 관장            | 목아박물관              | 김학영 | 문소영 |
| 133  | 8월 27일  | 전월선                 | 재일교포 소프라노       | 이용석 | 민순이 |
| 134  | 9월 17일  | 김종진 대표            | ㈜ 카스                 | 배연규 | 고희갑 |
| 135  | 9월 24일  | 엄홍길                 | 산악인                  | 이선태 | 정재흥 |
| 136  | 10월 1일  | 서종한 대표            | ㈜ 랜토                 | 이용석 | 민순이 |
| 137  | 10월 8일  | 이용찬 대표            | LEE & DDB               | 이모현 | 한선정 |
| 138  | 10월 15일 | 선증현                 | 대중음악인              | 배연규 | 고희갑 |
| 139  | 10월 22일 | 김용준 소장            | 헌법재판소              | 이선태 | 정재흥 |
| 140  | 10월 29일 | 황병기                 | 가야금의 명인           | 이용석 | 민순이 |
| 141  | 11월 5일  | 송삼석 회장            | ㈜ 모나미               | 조능희 | 이아미 |
| 142  | 11월 12일 | 신영옥                 | 소프라노                | 이모현 | 한선정 |
| 143  | 11월 19일 | 신철수                 | 빵 박사                 | 배연규 | 고희갑 |
| 144  | 11월 26일 | 차경섭 이사장          | 차병원                  | 박건식 | 정재흥 |
| 145  | 12월 3일  | 손진책                 | 연극연출가              | 이용석 | 민순이 |
| 146  | 12월 17일 | 이억기 대표            | 평창정보통신            | 조능희 | 이아미 |
| 147  | 12월 24일 | 정범진 검사            | 브루클린 검찰청         | 이모현 | 한선정 |

### 2001년
| 회차 | 방송일    | 출연자           | 소속 또는 직업                  | 연출   | 작가   |
| ---- | --------- | ---------------- | ------------------------------- | ------ | ------ |
| 148  | 1월 7일   | 윤예령           | 특수분장사                      | 배연규 | 고희갑 |
| 149  | 1월 14일  | 김규환           | 품질 명장                       | 박건식 | 정재흥 |
| 150  | 1월 21일  | 박효남 조리이사  | 힐튼호텔                        | 이용석 | 민순이 |
| 151  | 1월 28일  | 양용식 대표      | ㈜ 삼원정공                     | 조능희 | 이아미 |
| 152  | 2월 4일   | 조성아           | 메이크업 아티스트               | 이모현 | 이정수 |
| 153  | 2월 11일  | 김규흔 대표      | ㈜ 신궁한과                     | 태연규 | 고희갑 |
| 154  | 2월 18일  | 조소녀           | 명창                            | 박건식 | 정재흥 |
| 155  | 2월 25일  | 김혜정 대표      | ㈜ 삼경정보통신                 | 조능희 | 민순이 |
| 156  | 3월 4일   | 오태준 대표      | ㈜ 조아스전자                   | 이모현 | 한선정 |
| 157  | 3월 11일  | 김벌레           | 음향 연출가                     | 배연규 | 고희갑 |
| 158  | 3월 18일  | 송보경           | 소비자 파수꾼                   | 이현숙 | 최윤성 |
| 159  | 3월 25일  | 박대연 교수      | 카이스트                        | 이근행 | 정재흥 |
| 160  | 4월 1일   | 이택금           | 민항사 여성 임원 1호            | 조능희 | 이아미 |
| 161  | 4월 8일   | 이원복           | 교수, 만화가                    | 이모현 | 한선정 |
| 162  | 4월 15일  | 고희선 회장      | ㈜ 농우바이오                   | 배연규 | 고희갑 |
| 163  | 4월 22일  | 한상경           | 아침고요수목원                  | 이현숙 | 최윤성 |
| 164  | 4월 29일  | 김태환 감독      | 창원 LG 세이커스                | 이근행 | 정재흥 |
| 165  | 5월 6일   | 윤석중           | 동요작사가                      | 조능희 | 이아미 |
| 166  | 5월 13일  | 김영주 상무      | 동부화재                        | 이모현 | 윤희영 |
| 167  | 5월 20일  | 함석헌           | 민권운동가, 종교가              | 배연규 | 고희갑 |
| 168  | 5월 27일  | 강명자 한의사    | 불임 치료 전문가                | 이현숙 | 송미경 |
| 169  | 6월 3일   | 하권익           | 스포츠 의학의 개척자            | 이근행 | 정재흥 |
| 170  | 6월 10일  | 신호범 상원의원  | 워싱턴주                        | 조능희 | 이아미 |
| 171  | 6월 17일  | 윤석태           | CF 감독                         | 이모현 | 윤희영 |
| 172  | 6월 24일  | 이원수 대표      | ㈜ 무림페이퍼                   | 배연규 | 고희갑 |
| 173  | 7월 1일   | 이강숙 총장      | 한국예술종합학교                | 이현숙 | 송미경 |
| 174  | 7월 8일   | 고우영           | 만화가                          | 이근행 | 정은주 |
| 175  | 7월 15일  | 이주영 원장      | ㈜ 정립전자                     | 조능희 | 이아미 |
| 176  | 7월 22일  | 황석영           | 소설가                          | 이모현 | 윤희영 |
| 177  | 8월 5일   | 함신익 교수      | 예일대학교 음악학과             | 배연규 | 고희갑 |
| 178  | 8월 12일  | 강은순 대표      | 일본의 김치                     | 이모현 | 윤희영 |
| 179  | 8월 19일  | 김경득 변호사    | 재일교포                        | 이근행 | 정은주 |
| 180  | 8월 26일  | 유순신 대표      | 헤드헌터 유니코서치             | 조능희 | 이아미 |
| 181  | 9월 2일   | 강수진           | 슈루트가르트 발레단 프리 마돈나 | 이근행 | 윤희명 |
| 182  | 9월 9일   | 남상해 회장      | ㈜ 하림각                       | 배인규 | 고희갑 |
| 183  | 9월 16일  | 이외수           | 소설가                          | 이현숙 | 송미경 |
| 184  | 9월 23일  | 조세현           | 사진 작가                       | 박건식 | 정은주 |
| 185  | 10월 7일  | 성호정 대표      | ㈜ 송학식품                     | 조능희 | 이아미 |
| 186  | 10월 14일 | 이진수 병원장    | 국립암센터                      | 이모현 | 윤희영 |
| 187  | 10월 21일 | 말리 홀트 이사장 | 홀트 아동복지회                 | 배연규 | 고희갑 |
| 188  | 10월 28일 | 이철호           | 노르웨이 라면왕                 | 조능희 | 송미경 |
| 189  | 11월 4일  | 박세리           | 프로 골프선수                   | 박건식 | 정은주 |

## 출판
- 《성공시대》(1998년) 정강진 저, MBC 예술단 ISBN 2003705000335
- 《성공시대》(1999년) MBC 성공시대 제작진 ISBN 8995087501

## 참고 사항
- 2009년 이전된 일부 방송 프로그램에 간접 광고 회사명을 노출되지 않는다.

## 같이 보기
- 성공의 비밀